# Marie Stuart (Schiller)
Pour les articles homonymes, voir Marie Stuart et Faust (homonymie).
Marie Stuart (en allemand : Maria Stuart) est une pièce de théâtre classique de Friedrich von Schiller parue en 1800. Elle dépeint les derniers jours de Marie d'Écosse. Créée le 14 juin 1800 à Weimar, elle a notamment servi de base pour l'opéra de Gaetano Donizetti, Maria Stuarda (1834). 

## Personnages
- Élisabeth Ire d'Angleterre
- Marie Ire d'Écosse
- Robert Dudley, comte de Leicester
- George Talbot, 6e comte de Shrewsbury
- William Cecil, 1er baron Burghley, lord grand trésorier
- Comte de Kent
- Wilhelm Davison, sous-secrétaire
- Amias Paulet, chevalier, gardien de Marie
- Mortimer, son neveu (personnage de fiction)
- Comte Aubespine, envoyé de France
- Comte Bellièvre, ambassadeur extraordinaire de France
- Okelly, ami de Mortimer
- Drugeon Drury, second gardien de Marie
- Melvil, son chancelier
- Burgoyn, son médecin
- Hanna Kennedy, sa nourrice (personnage de fiction)
- Margareta Kurl, sa camériste.

## Résumé

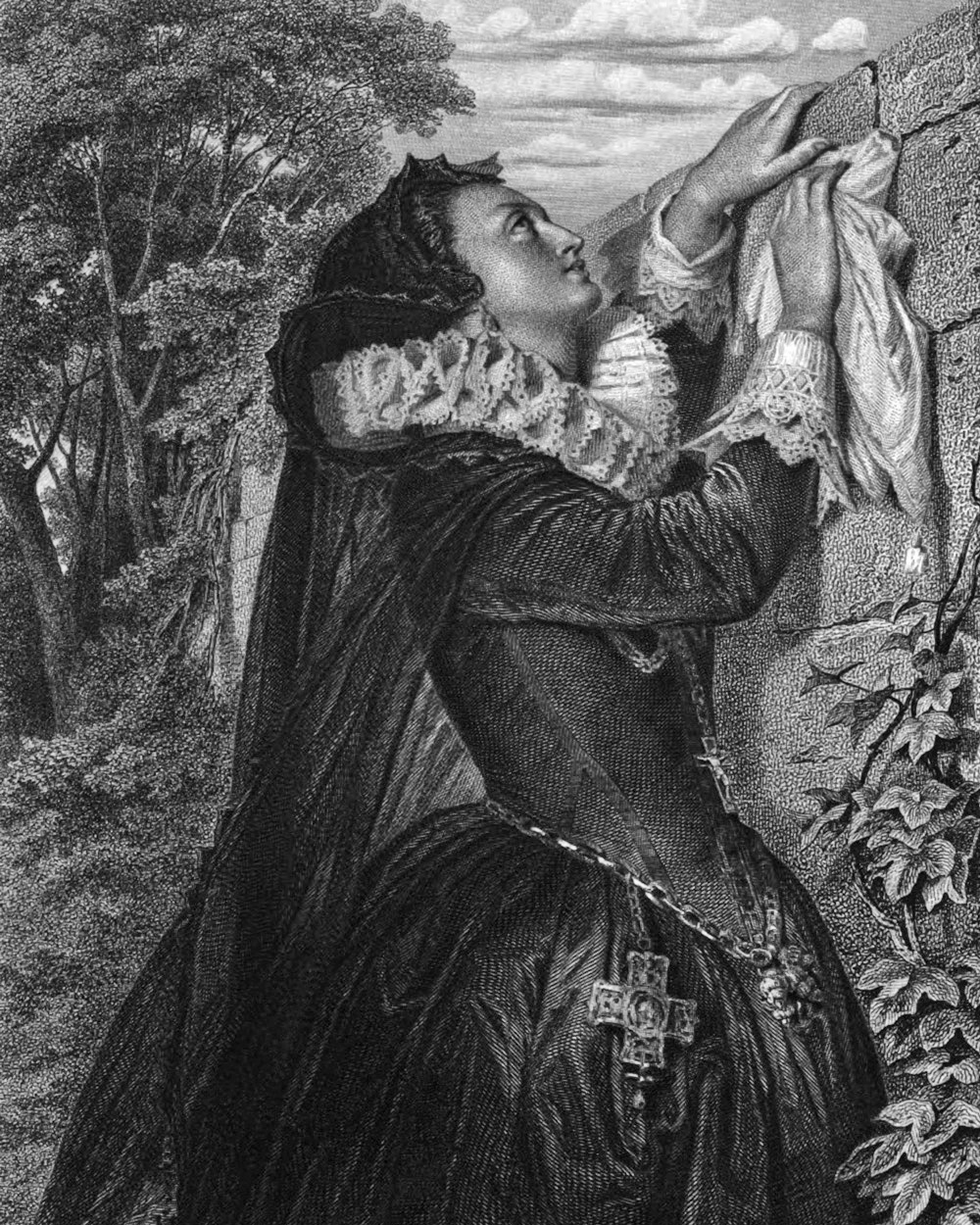
Maria Stuart, gravure d’après un tableau d'Arthur von Ramberg (1859).

Marie Stuart est emprisonnée au château de Fotheringhay en Angleterre non seulement pour avoir prétendument tenté d’assassiner son mari Lord Darnley, mais aussi et surtout à cause de sa revendication au trône d'Angleterre qu'occupe sa cousine la reine Élisabeth Ire, ce qui a sans doute dissuadé cette dernière de l’emprisonner. Elle hésite à la condamner à mort mais préfère l'envoyer finalement en prison en Espagne, où elle rendra visite à ses cousins.
Marie découvre que Mortimer (créé par Schiller), le neveu de son dépositaire, est de son côté. Elle lui confie « sa vie » en lui donnant une lettre pour le comte de Leicester dans laquelle elle demande de l'aide. Il s'agit d'une situation délicate pour Leicester, ancien amant de Marie, et qui semble désormais épauler la reine Élisabeth.
Après de nombreuses demandes, Marie a enfin le droit rencontrer la reine Élisabeth (ce qui n'est jamais arrivé en réalité). Cette réunion se termine par une dispute acrimonieuse due au refus de Marie de se soumettre à la reine.
Pour compliquer les choses, Mortimer tente de libérer Marie par la force (dans une version dramatisée de l'échec de la conspiration de Babington). Sa tentative ayant échoué, il se suicide.
Élisabeth se décide finalement à signer l'arrêt de mort de Marie. Elle insiste sur le fait que la seule raison qui l’a convaincue de signer provient du vœu du peuple demandant la mort de Marie Stuart.
Le mandat signé est remis sans instructions claires au sous-secrétaire de la reine, Davison. Elle lui transfère le fardeau de la responsabilité. Davison ne sachant que faire, Burleigh vient profiter de la situation pour récupérer le mandat, et aller confirmer la condamnation à mort de Marie, qui fut en partie exécutée par sa faute.
Se rendant compte d’une erreur judiciaire, Élisabeth, totalement bouleversée, tient à délivrer Marie, qui vient d’être exécutée. Elle condamne alors Davison, qui n’a pas suivi ses conseils (même s’ils étaient très implicites), et chasse Burleigh de sa cour, pour n’avoir pas reçu une réelle autorisation.

## Remarque
La scène du suicide de Mortimer a eu ses dangers. Le 6 décembre 2008 au Burgtheater, l'acteur allemand Daniel Hoevels se transperça le cou en interprétant Mortimer. En effet, le suicide aurait dû se faire avec un couteau émoussé, qui, endommagé, avait été remplacé par un couteau pointu,.